# سيابونغا نكوسي
سيابونغا نكوسي (بالإنجليزية: Siyabonga Nkosi)‏ (22 أغسطس 1981 جنوب أفريقيا - ) هو لاعب كرة قدم جنوب أفريقي، يلعب كمهاجم، شارك في كأس الأمم الأفريقية 2006.

## روابط خارجية
- سيابونغا نكوسي على موقع قاعدة بيانات كرة القدم.إي يو (الإنجليزية)
- سيابونغا نكوسي على موقع ناشيونال فوتبول تيمز (الإنجليزية)
- سيابونغا نكوسي على موقع عالم كرة القدم.نت (الإنجليزية)